# Carolyn Jennings (Komponistin)
Carolyn Jennings  (* 16. August 1936) ist eine US-amerikanische Komponistin und Musikpädagogin.
Jennings studierte Musik an der University of Iowa (Bachelor of Arts magna cum laude) und an der University of Michigan (Master of Music). Sie wirkte viele Jahre als Kirchenmusikerin an der St. John's Lutheran Church in Northfield, Minnesota und war gleich ihrem Ehemann Kenneth Jennings Professorin am evangelischen St. Olaf College. Zudem gab sie Workshops und war aktiv in der American Choral Directors Association, der Music Teachers National Association, dem Minnesota Composers Forum und der Association of Lutheran Church Musicians. Neben Klavier- und Orchesterwerken komponierte Jennings vor allem Vokalwerke, darunter ein Kinder-Musical (What a fine day), einen Chorliederzyklus, mehr als einhundert Choralsätze und -arrangements sowie Beiträge zu mehreren Kirchengesangbüchern.